# زبن الخوالدة
زبن الخوالدة (23 فبراير 1988 - 25 يوليو 2011) حارس مرمى كرة قدم أردني راحل كان يلعب مع صفوف النادي الفيصلي.

## وفاته
توفي في 25 يوليو 2011 جراء حادث دهس لا توجد به شبهة جنائية في منطقة عين غزال لواء ماركا عمان.  عبر الأمیر علي بن الحسین رئیس اتحاد كرة القدم  عن تعازیه الحارة لأسرة اللاعب والنادي. وشیع جثمان اللاعب في محافظة المفرق وسط حضور غفیر وصل إلى نحو 5 الاف شخص ممثلین عن مؤسسات رسمیة وریاضیة وبحضور عدد واسع من رفاق درب الخوالدة في مختلف الاندیة إلى جانب الشیخ الراحل سلطان العدوان رئیس النادي الفیصلي آنذلك واعضاء مجلس إدارة النادي.